# Get Out of Town
Get Out of Town is een lied gecomponeerd door Cole Porter. Hij schreef zowel de tekst als de muziek. Porter compoineerde het voor de musical "Leave It to Me!" (1938), de show waarin Gene Kelly en Mary Martin debuteerden. Het lied, over de afwijzing van een geliefde, werd in de musical voor het eerst gezongen, door Tamara Drasin. In 1939 scoorde Eddie Duchin met zijn orkest er een hit mee, het haalde de 7e plaats in de Amerikaanse hitlijst.
Het nummer is nadien tallozen malen op de plaat gezet, gezongen of in een instrumentale versie. Artiesten die het opnamen waren onder andere:
- Artie Shaw met Cole Porter (te vinden op "Mixed Bag", 1994)
- Mel Tormé (te vinden op "Live at the Crescendo" en veel verzamelplaten)
- Thad Jones (op "The Fabulous Thad Jones", 1954)
- Sammy Davis jr. (op zijn tweede plaat "Just for Lovers", 1955)
- Charles Mingus ("Jazz Collaborations", 1955)
- Ella Fitzgerald (op haar "Ella Fitzgerald Sings the Cole Porter Songbook", 1956)
- Lena Horne ("Give the Lady What She Wants", 1958)
- Stan Kenton ("At the Rendezvous, Vol. 2", 1958)
- Peggy Lee met George Shearing (op "Beauty and the Beat!" uit 1959)
- Gerry Mulligan (het album "Jeru", 1962)
- de bigband van Kenny Clarke en Francy Boland ("All Smiles", 1968)
- Barney Kessel ("Soaring", 1976)
- Tony Bennett (in een Cole Porter-medley, 1979)
- Rosemary Clooney ("Sings the Music of Cole Porter", 1982)
- Doug Raney (zijn plaat "Back in New York", 1979)
- Linda Ronstadt ("Hummin' to Myself", 2004)

Anderen waren bijvoorbeeld Johnny Mathis, Carmen McRae, Shirley Horn, Julie London (met Bud Shank), J.J. Johnson en Illinois Jacquet.